# Caltha dionaeifolia
Caltha dionaeifolia (укр. Калюжниця мухоловколистна) — вид рослин родини жовтецеві.

## Будова
Карликова (5-7 см) багаторічна трав'яниста рослина з кореневищем та блідо-жовтими квітками, що мають по 7 тичинок та 2-3 плодолистика. Листя мають дворівневу будову. Прилистки округлі більші за листки, що нагадують будову венериної мухоловки з зубоподібним краєм але менші в розмірі. Хоч рослина живе на болотах, як і інші хижі рослини, а будова листка нагадує інструмент для захоплення комах, Caltha dionaeifolia не є хижаком. Науковці припускають, що в ході еволюції вона може «навчитися» ловити комах.

## Поширення та середовище існування
Зростає щільними групами в Андах Чилі та Аргентини. Болота біля Магелланової протоки щільно вкриті цією рослиною.